# بتمن: شوالیه تاریکی (بازی ویدئویی)
بتمن: شوالیه تاریکی (انگلیسی: Batman: The Dark Knight) یک بازی ویدئویی اکشن-مخفی‌کاری لغوشده برای پلی‌استیشن ۳ و اکس‌باکس ۳۶۰ بود که پندمیک استودیوز از سپتامبر ۲۰۰۶ تا اکتبر ۲۰۰۸ آن را توسعه داد. بتمن: شوالیه تاریکی، اگر منتشر می‌شد، می‌توانست نخستین بازی جهان باز باشد که قهرمان دی‌سی کامیکس، بتمن در آن حضور داشته باشد. این بازی از فیلم شوالیه تاریکی اثر کریستوفر نولان اقتباس شده بود که در آن، بازیکن کنترل شخصیت بتمن را در دست می‌گرفت و می‌توانست آزادانه گاتهام سیتی را بگردد، سوار وسایل نقلیه شود و مأموریت انجام دهد. استودیوی پندمیک فیلمنامه و دیگر موارد مورد نیاز را در اختیار داشت و قرار بود بازیگران فیلم نقش‌های خود را در بازی تکرار کنند.
پندمیک کار بر روی بازی را پیش از تصویربرداری اصلی فیلم، آغاز کرد. شوالیه تاریکی در ابتدا به شیوهٔ خطی بازی ویدئویی و با اقتباس از فیلم بتمن آغاز می‌کند توسعه یافت اما استودیو به این جمع‌بندی رسید که اگر بازی به سبک جهان باز باشد، با برداشت نولان از بتمن تطابق بیشتری دارد. بنابراین شیوه توسعهٔ بازی تغییر کرد. اما به زودی مشخص شد که موتور بازی مورد نیاز ساخت این بازی با بیشتر عناصر فناوری ناسازگار است. در دسامبر ۲۰۰۸، پس از اینکه زمان توسعه بازی از حداکثر زمانِ در نظر گرفته شده عبور کرد،  الکترونیک آرتس، ناشر بازی، توسعه را متوقف کرد.
برخی گزارش‌ها نوشته‌اند که الکترونیک آرتس با لغو این بازی، سود ۱۰۰ میلیون دلاری آن را از دست داد. از طرف دیگر، ناشر فیلم نیز مجوز مالکیت فکری را تمدید نکرد و مجوز به شرکت سرگرمی تعاملی برادران وارنر رسید که با آن مجموعهٔ بتمن: آرکهام را عرضه کرد.

## فرضیه
بتمن: شوالیه تاریکی یک بازی ویدئویی اکشن-مخفی‌کاری بود که در آن بازیکن کنترل ابرقهرمان دی‌سی کامیکس، بتمن را در دست می‌گرفت. این بازی که از فیلم شوالیه تاریکی (۲۰۰۸) به کارگردانی کریستوفر نولان اقتباس شده بود، می‌توانست یک دنباله برای بازی بتمن آغاز می‌کند (۲۰۰۵) باشد. داستان بازی به‌طور نزدیکی مشابه داستان فیلم بود و بازیگران به صداگذاری شخصیت‌های مذکورشان فرستاده شدند. ناشر فیلم، برادران وارنر، فیلمنامه، هنر مفهومی و دیگر موارد فیلم را در دست توسعه‌دهنده پندمیک استودیوز قرار داد.
نخستین نمونه‌های این بازی، رویکرد بتمن آغاز می‌کند را که یک بازی اکشن خطی بود، دنبال می‌کردند. با این حال، بتمن در نسخه‌های بعدی در یک نسخه جهان باز از گاتهام سیتی قرار گرفت که او می‌توانست در آن آزادانه بگردد. بتمن می‌توانست پیاده بگردد یا بت موبیل را براند یا روی هوا سر بخورد. بازیکن همچنین می‌توانست مأموریت انجام دهد. اگر بتمن: شوالیه تاریکی منتشر شده بود، می‌توانست به جای بتمن: شهر آرکهام (۲۰۱۱)، نخستین بازی جهان باز بتمن باشد.

## توسعه
اندک زمانی پس از اینکه برادران وارنر چراغ سبز داد، شرکت الوین پارتنرز مجوز ساخت یک بازی شوالیه تاریکی را گرفت. وارنر توسعه بازی را به پندمیک استودیوز سپرد، که به خاطر جنگ ستارگان: نبرد رو در رو، نابودی تمام بشر! و مزدورها شناخته شده‌است. مدیریت استودیوی پندمیک هم کار را به شعبه بریزبن ارجاع داد. قرار شد بتمن: شوالیه تاریکی را الکترونیک آرتس عرضه کند که پیش‌تر، بازی فیلم بتمن آغاز می‌کند را نیز عرضه کرده بود. برنامه‌ریزی برای بتمن: شوالیه تاریکی در سپتامبر ۲۰۰۶، پیش از تصویربرداری اصلی فیلم آغاز شد. پس از به پایان رساندن نابودی تمام بشر! ۲، پندمیک به دو گروه تقسیم شد. گروه «آلفا» برروی یک بازی رانندگی برای کنسول وی و گروه «براوو» برروی بتمن: شوالیه تاریکی برای پلی‌استیشن ۳ و اکس‌باکس ۳۶۰ کار کردند. مجوز الکترونیک آرتس برای ۱۸ ماه و تا دسامبر ۲۰۰۸ معتبر بود.
پندمیک بدون این که اطلاعاتی دربارهٔ فیلم دریافت کند، توسعه بازی را آغاز کرد. از آنجا که اعضای استودیو هنوز تصمیم نگرفته بودند که بازی را با چه موتوری بسازند، نخستین نمونه‌های بازی برروی پلی‌استیشن ۲ ساخته شد. اولین مرحله از تولید، ساختن شهر گاتهام و قابلیت سر خوردن بتمن در هوا بود. گیم‌پلی ابتدایی بازی، مانند بتمن آغاز می‌کند خطی بود. بیشتر تلاش آن‌ها برروی طراحی گرافیکی و محیط بازی صرف شد و قرار بود حس و حال بتمن آغاز می‌کند را تقلید کند. در این مرحله از پروژه، بونو، خواننده هوادار بتمن که یکی از بنیان‌گذاران مشترک الویشن پارتنرز بود، به همراه گروه موسیقی یوتو در یک تور به بریزبن آمده بود و از استودیو بازدید کرد. آنچه به او نشان داده شد، تنها یک نسخه ابتدایی از بازی بود اما او تحت تأثیر میزان تلاشی قرار گرفت که برای بازی گذاشته شده بود و نسبت به آن علاقه پیدا کرد.
همزمان که شعبه بریزبن پندمیک در حال کار برروی بتمن: شوالیه تاریکی بود، استودیوی پندمیک در لس آنجلس در حال کار برروی یک موتور بازی نو، به نام اودین بود. این موتور در هنگام توسعهٔ خرابکار ساخته شد و برای بازی‌های جهان باز جزئیات‌دار طراحی شده بود. پندمیک تصمیم گرفت رویکردشان را به یک بازی جهان باز تغییر دهند زیرا بازی به شکل جهان‌باز، بیشتر از یک داستان خطی مناسب اقتباس نولان از بتمن بود. در پایان ۲۰۰۷، عناصر مهم بازی بتمن: شوالیه تاریکی در حال انتقال به پروژه اودین بودند که مشکلات فنی پیش‌بینی‌نشده‌ای رخ داد و توسعه بازی را کاملاً مختل کرد. مشکل هنگامی آغاز شد که مدل شخصیت بتمن منتقل شد. این انتقال باعث شد که اقدام برای کنترل او افت فریم ریت به پنج فریم در ثانیه (FPS) را در پی داشت. منتقل کردن شخصیت‌های بیشتر باعث بدتر شدن اجرای بازی و از کار افتادن بسیاری از کیت‌های توسعه شد.
این مشکلات غیرمنتظره بودند و امکان نداشت که کارکنان، بازی را آن طور که در نظر گرفته شده بود، در کنار فیلم منتشر کنند. به همین خاطر، بخشی از اعضا، تیم را ترک کردند. کمی پس از آن، شرکت الکترونیک آرتس مالکیت شرکت الویشن پارتنرز را به دست آورد و عرضه بتمن: شوالیه تاریکی را تا دسامبر عقب انداخت تا عرضه آن همزمان با عرضه فیلم در رسانه خانگی باشد. پندمیک از این زمان اضافی برای قابل بازی کردن آن استفاده کرد، اما ماموریت‌های بازی اشکال‌های نرم‌افزاری داشتند و کندی بازی درست نشد. بیشتر مشکلات فریم ریت بازی از سامانه نورپردازی سرچشمه می‌گرفت، که پس از اعمال تغییر در محیط، باید به صورت دستی تغییر می‌کرد. مشکلات دیگری نیز از نبودن دسترسی به ابزارهای طراحی لول برای شش ماه و نیاز تغییر دادن مدیریت سرچشمه می‌گرفت.
الکترونیک آرتس و پندمیک تلاش کردند که بتمن: شوالیه تاریکی را یک راز نگه دارند، اما گری اولدمن، که در فیلم نقش جیم گوردون را بازی می‌کرد، در طول یک مصاحبه با جی۴ گفت که بازی در حال توسعه است. زمانی در طول توسعه، اولدمن به بریزبن رفت تا روند توسعه بازی را ببیند. او بتمن را در حال هوانوردی در شهر و گوردون را در استفاده از بت-سیگنال دید. هنگامی که از او دربارهٔ یک بازی احتمالی از شوالیه تاریکی پرسیده شد، اولدمن گفت بخش‌هایی از بازی به او نشان داده شده و او نمی‌دانست که بازی یک راز است. انتشار اخبار توسط روزنامه‌نگاران بازی‌های ویدئویی باری بر دوش پندمیک گذاشت تا بازی را زودتر به پایان برساند و الکترونیک آرتس تیم توسعه را به بیش از ۱۰۰ نفر افزایش داد. با این حال، این تمهیدات برای نجات دادن بازی کافی نبود و الکترونیک آرتس در اکتبر ۲۰۰۸ بازی را لغو کرد.

## پیامدها
بنا به گزارش‌ها، الکترونیک آرتس حدود ۱۰۰ میلیون دلار درآمد احتمالی که می‌توانست از عرضه کردن یک بازی ویدئویی شوالیه تاریکی به دست آورد را از دست داد. شعبه بریزبن استودیو پندمیک کمی پس از سرنگونی بتمن: شوالیه تاریکی بسته شد. برخی از اعضای استودیوی آن شعبه برای به پایان رساندن خرابکار به لس آنجلس رفتند. استودیو به‌طور کامل در نوامبر ۲۰۰۹ بسته شد. الکترونیک آرتس مجوز خود را تمدید نکرد و مالکیت فکری به دست سرگرمی تعاملی برادران وارنر افتاد. برادران وارنر به مرور زمان سری بتمن: آرکهام را عرضه نمود که مورد تحسین منتقدان قرار گرفت و یک حالت بازی جهان باز دارد. هرچند که یک بازی از فیلم شوالیه تاریکی هرگز عرضه نشد، یک بسته الحاقی برای لگو بتمن ۳: ماورای گاتهام (۲۰۱۴) عرضه شد که لول‌هایی اقتباس‌شده از فیلم داشت. همچنین لباس بتمن از فیلم به عنوان محتوای قابل دانلود در بازی بتمن: شوالیه آرکهام (۲۰۱۵) قرار گرفت.
بتمن: شوالیه تاریکی هرگز به‌طور رسمی معرفی نشد. در مه ۲۰۰۷ شایعه‌هایی مبنی بر آن پخش شد. پیش از اینکه اولدمن اعلام کند بازی در حال توسعه است، روزنامه‌نگاران بازی‌های ویدیویی در این فکر بودند که چرا هیچ اقتباسی به شکل بازی ویدیویی از فیلم شوالیه تاریکی در دست اقدام نیست. اینورس نوشت که نبودن هیچ اقتباسی از فیلم، غیرعادی بود: «اخیراً، تقریباً مرسوم شده بود که هر فیلم ابرقهرمانی یا انیمیشن خانوادگی، یک بازی ویدیویی در پی داشته باشد که از اکران آن سود منتفع شود… بازی ویدیویی دارای مجوز [کذا] شوالیه تاریکی، یکی از رویدادهای فرهنگی نادر که در واقع از تبلیغات عمومی فراتر رفت.»
در ژانویه ۲۰۰۹، کوتاکو مجموعه‌ای از نوشتارهایی را منتشر کرد که دربارهٔ چرخه توسعه بازی بر پایه یک شخص درونی پندمیک بود. اطلاعات بیشتر در فوریه ۲۰۱۶ آشکار شد؛ دی‌وای‌کی‌جی یک قسمت از سری آن‌سین۶۴ را به بتمن: شوالیه تاریکی اختصاص داد و بخش‌هایی از گیم‌پلی بازی و نمونه‌های ابتدایی و طراحی‌های هنری از بازی را نشان داد. این اطلاعات پتانسیل بازی را برانگیخت. اسکیپیست نوشت که بازی برای یک دارایی مجوزدار قول‌های زیادی داده بود، افزودن بر این که پندمیک نیز برای ساخت بازی‌های باکیفیت مشهور بود. گیمز ریدار فکر کرد دیدن اینکه بازی شوالیه تاریکی چگونه می‌توانست باشد جالب است. گیم‌اسپات لغو شدن آن را مایه تاسف خواند.